# Dendrophorbium yungasense
Dendrophorbium yungasense là một loài thực vật có hoa trong họ Cúc. Loài này được (Britton) C.Jeffrey mô tả khoa học đầu tiên năm 1992.